# Reborn in Defiance
Reborn in Defiance è il nono album in studio del gruppo musicale statunitense Biohazard, pubblicato nel 2012. È stato il primo album pubblicato dopo la riunione del gruppo, e ha visto all'opera la formazione originale composta da Evan Seinfeld, Billy Graziadei, Bobby Hambel e Danny Schuler, di nuovo insieme dopo l'abbandono, nel 1994, del chitarrista, Bobby Hambel. È stato però l'ultimo lavoro del cantante e bassista Evan Seinfeld, che dopo aver terminato le registrazioni ha deciso di lasciare i Biohazard. L'uscita dell'album, programmata per il 26 settembre 2011, è poi avvenuta il 20 gennaio 2012. Nel frattempo la band ha pubblicato tramite la pagina ufficiale su Facebook tre canzoni estratte dall'album: Reborn (ad aprile), Vengeance Is Mine (fine settembre, un po' per farsi perdonare la mancata uscita dell'album) e Come Alive. Quest'ultima è stata pubblicata il 31 ottobre, insieme ad un messaggio di auguri per Halloween da parte del batterista Danny Schuler. Da dopo l'uscita dell'album è scaricabile da internet anche la traccia Skullcrusher.

## Tracce
1. 9:IIIX6.941
2. Vengeance Is Mine
3. Decay
4. Reborn
5. Killing Me
6. Countdown Doom
7. Come Alive
8. Vows Of Redemption
9. Waste Away
10. You Were Wrong
11. Skullcrusher
12. Never Give In
13. Season the Sky